# Peter Thomas
Peter John Mitchell Thomas, baron Thomas of Gwydir (ur. 31 lipca 1920 w Llanrwst, zm. 4 lutego 2008), brytyjski polityk, członek Partii Konserwatywnej, minister w rządzie Edwarda Heatha.

## Życie prywatne
Był synem adwokata. Wykształcenie odebrał w miejscowej szkole oraz w Epworth College w Rhyl. Następnie studiował prawo w Jesus Collge na Uniwersytecie Oksfordzkim. Po wybuchu II wojny światowej w 1939 wstąpił do Royal Air Force. W 1941 pilotowany przezeń bombowiec został zestrzelony i Thomas resztę wojny spędził w niemieckiej niewoli, w stalagach Luft VI, Luft III i XI-B. W obozie kontynuował studia prawnicze występował również w obozowym teatrze.
Po wojnie rozpoczął w 1947 praktykę adwokacką w Middle Temple. W 1965 otrzymał tytuł Radcy Królowej. W latach 1974–1988 pracował w Sądzie Koronnym. Był również członkiem Sądu Arbitrażowego Międzynarodowej Izby Handlu w Paryżu.
W 1947 poślubił Tessę Dean, córkę producenta filmego i teatralnego oraz aktora Basila Deana oraz lady Mercy Greville. Tessa zmarła w 1985 r. Miał z nią dwóch synów (zmarli jeszcze za życia ojca) oraz dwie córki.

## Kariera polityczna
W 1951 Thomas został wyborany do Izby Gmin jako reprezentant okręgu Conway. W latach 1954–1959 był parlamentarnym prywatnym sekretarzem sir Harry’ego Hyltona-Fostera. W latach 1957–1959 był brytyjskiem delegatem w Radzie Europy. W 1959 został parlamentarnym sekretarzem w ministerstwie pracy. W 1961 r. został podsekretarzem stanu w ministerstwie spraw zagranicznych. W 1963 r. towarzyszył ministrowi lordowi Home'owi w podróży do Moskwy na uroczystość podpisania traktatu zakazującego prób z bronią jądrową. W tym samym roku został ministrem stanu w Foreign Office. Rok później został członkiem Tajnej Rady. W tym samym roku konserwatyści przegrali wybory i Thomas utracił stanowisko.
Jako polityk opozycji Thomas był mówcą na tematy zagraniczne i prawne. W 1966 r. przegrał wybory z kandydatem laburzystów i pozostawał poza parlamentem do 1970 r., kiedy to wygrał wybory w okręgu Hendon South. W tym samym roku wyborcze zwycięstwo odniosła Partia Konserwatywna i Thomas został członkiem gabinetu jako minister ds. Walii. W latach 1970–1972 był również przewodniczącym Partii Konserwatywnej (jako pierwszy Walijczyk na tym stanowisku).
Po porażce konserwatystów w wyborach 1974 r. Thomas pozostał mówcą ds. Walii. Kiedy w 1975 r. liderem partii została Margaret Thatcher, Thomas wycofał się do tylnych ław parlamentu. Później był jeszcze przewodniczącym Conservative Friends of Israel. W 1987 r. zrezygnował z miejsca w Izbie Gmin. Został kreowany parem dożywotnim jako baron Thomas of Gwydir i zasiadł w Izbie Lordów.